# Czetrum

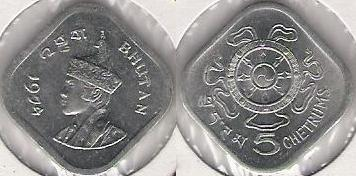
5 czetrumów z 1974 roku

Czetrum (ang. od 1974 do 1979 chetrum, od 1979 chhetrum) – moneta zdawkowa używana w Bhutanie, stanowiąca 1/100 część ngultruma. Po wprowadzeniu sztywnego kursu w 1979 stanowi równowartość 1 pajsy, czyli 1/100 rupii indyjskiej (wcześniej była to ½ rupii). W obiegu są monety 5, 10, 25 i 50 czetrumów oraz 1 ngultrum. Została wprowadzona w 1974, wcześniej walutą była rupia bhutańska, dzieląca się na 100 nyen pajs. W 2006 nieco zmieniono wygląd monet.